# パリ音楽院管弦楽団
パリ音楽院管弦楽団（パリおんがくいんかんげんがくだん、Orchestre de la Société des Concerts du Conservatoire、直訳すると「（パリ）音楽院演奏会協会管弦楽団」）は、1828年にパリに設立されたオーケストラ。パリ音楽院の楽友協会によって運営され、パリ音楽院の教授や卒業生をメンバーとして19世紀から20世紀前半まで、フランス楽壇の中心的位置を占めてきた。1967年に解散し、今日のパリ管弦楽団へと改組された。この際に団員の2/3が去っており、楽団のカラーもアンサンブル重視の近代的なものに一変したため、アメリカのNBC交響楽団などと並び「今は存在しない名オーケストラ」の代表として語られることが多い。

## フランスにおけるベートーヴェン受容
フランスとドイツの血を引く初代首席指揮者フランソワ＝アントワーヌ・アブネックはベートーヴェンをレパートリーの中心に据え、1828年の設立後、1832年までに全ての交響曲を演奏した。
- 1828年：第3番『英雄』、第5番『運命』
- 1829年：第7番、第6番『田園』
- 1830年：第4番、第1番、第2番
- 1831年：第9番『合唱付』
- 1832年：第8番

その後もアブネックはベートーヴェンの作品を繰り返し演奏し、「前衛音楽」であったベートーヴェンはフランスの聴衆に受け入れられていった。首席指揮者を務めた20年間で、彼がベートーヴェンの作品を取り上げた演奏会は191回中183回に及ぶ。ベートーヴェン以外の曲目も、ハイドン、モーツァルトなど、ウィーン古典派の交響曲が中心であり、限られたレパートリーを高い完成度で演奏する方針ができあがった。
当時、ショパンやベルリオーズもアブネック指揮パリ音楽院管弦楽団の演奏会に頻繁に通ったが、特にベルリオーズはベートーヴェンの連続演奏に強い影響を受け、1830年にフランスでは珍しい交響曲である『幻想交響曲』を作曲した。また、ワーグナーが、アブネックの指揮するこのオーケストラの演奏によってベートーヴェンの《交響曲 第9番》を聴き、ベートーヴェンへの畏敬の念をますます強めたことも有名。

## 歴代首席指揮者
歴代の首席指揮者は以下のとおり。
1. フランソワ＝アントワーヌ・アブネック 1828年～1848年
2. ナルシス・ジラール 1849年～1859年
3. テオフィル・ティルマン 1860年～1863年
4. フランソワ・ジョルジュ＝アンル 1863年～1872年
5. エドゥアール・デルデヴェス 1872年～1885年
6. ジュール・ガルサン 1885年～1892年
7. ポール・タファネル 1892年～1901年
8. ジョルジュ・マルティ 1901年～1908年
9. アンドレ・メサジェ 1908年～1919年
10. フィリップ・ゴーベール 1919年～1938年
11. シャルル・ミュンシュ 1938年～1946年
12. アンドレ・クリュイタンス 1946年～1960年

1960年から1967年までの期間は首席指揮者が空席であった。ただし、実質的にはクリュイタンスを首席指揮者として活動しており、1964年の最初で最後の日本訪問もクリュイタンスの指揮によるものであった。このコンビのあまりの素晴らしさに「日本のオーケストラがこのレベルになる日は永遠に来ないのではないか」とまでいわれたという。1967年の解散も、同年のクリュイタンスの死去がきっかけの一つとなっている。

## 参考書籍・関連サイト
- Online archive of primary sources on the orchestra's history
- D. Kern Holoman's definitive study The Société des Concerts du Conservatoire 1828-1967 (University of California Press, 2004).
- 今谷和徳・井上さつき『フランス音楽史』音楽之友社、2010年